# Sexy Stream Liner
Sexy Stream Liner è il decimo album in studio del gruppo musicale giapponese Buck-Tick, pubblicato nel 1997.

## Tracce
1. Thanatos (タナトス) – 5:25 (testo: Sakurai – musica: Imai)
2. Sexy Stream Liner – 2:45 (musica: Imai)
3. Heroin -Angel Dust Mix- (= ヒロイン-angel dust mix-) – 4:31 (testo: Sakurai – musica: Imai)
4. Muchi no Namida (無知の涙) – 4:39 (testo: Sakurai – musica: Imai)
5. Lizard Skin no Shoujo (リザードスキンの少女) – 4:36 (testo: Imai – musica: Imai)
6. Rasen Mushi (螺旋 虫) – 4:33 (testo: Sakurai – musica: Hoshino)
7. Chouchou (蝶蝶) – 4:34 (testo: Sakurai – musica: Hoshino)
8. Sasayaki (囁き) – 4:39 (testo: Sakurai – musica: Imai)
9. Kalavinka (迦陵頻伽 Kalavinka) – 5:11 (testo: Sakurai – musica: Imai)
10. My Fuckin' Valentine – 4:38 (testo: Imai – musica: Imai)
11. Schiz.o Gensou (Schiz.o幻想) – 4:25 (testo: Sakurai – musica: Imai)
12. Kimi ga Shin... Dara (キミガシン...ダラ) – 5:11 (testo: Sakurai – musica: Imai)

## Formazione
- Atsushi Sakurai - voce
- Hisashi Imai - chitarra, voce (10)
- Hidehiko Hoshino - chitarra
- Yutaka Higuchi - basso
- Toll Yagami - batteria